# Notaden nichollsi
Notaden nichollsi es una especie de anfibio anuro de la familia Limnodynastidae. Se encuentra en Australia.